# Bronisław Piłsudski
Bronisław Piotr Piłsudski (2 novembre 1866 - 17 mai 1918), frère de Józef Piłsudski, est un anthropologue polonais qui a mené des recherches sur les Aïnous de l’île de Sakhaline, mais que l’on trouve maintenant uniquement sur l'île japonaise d’Hokkaidō.

## Vie
Bronisław et Józef Piłsudski vivaient à Wilno (en lituanien : Vilnius) en 1874, où pendant trois ans ils se sont formés en autodidactes. Après la mort de leur mère en 1886, ils partent pour Saint-Pétersbourg. Bronisław Piłsudski y réussit une licence à l’université et poursuit à la faculté de droit.
Pour son implication avec des socialistes dans l’attentat contre Alexandre III de Russie en 1887 avec Alexandre Oulianov, le frère de Lénine, il est condamné à quinze ans de travaux forcés à Sakhaline (Oulianov, lui, est pendu). Il utilise ce temps pour y mener des recherches. Il y rencontre en 1891 l’ethnographe Lev Sternberg. Il est alors envoyé dans la partie sud de l’île. Le reste de sa peine est commué en dix ans d’exil interne avec interdiction de quitter l'Extrême-Orient russe sans la permission des autorités.

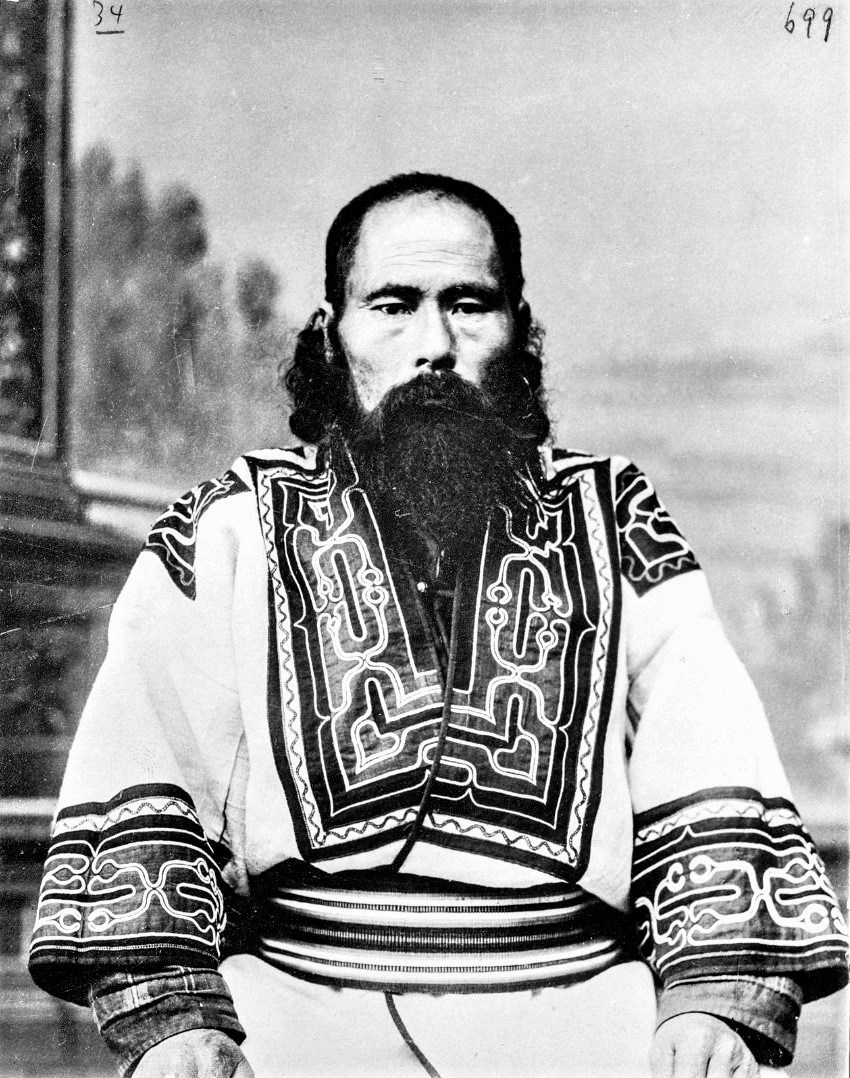
Un Aïnou de Sakhaline, photographié par Bronisław Piłsudski vers 1905.

Trois ans plus tard, il reçoit une bourse de l’Académie russe des sciences afin d’étudier les Aïnous. L’année de son installation dans un village aïnou, il tombe amoureux d’une femme aïnou, Chufsanma, et conçoit avec elle deux enfants, un garçon et une fille, Sukezo et Kiyo. Sa femme est la nièce du Chef Bafunkei du village d’Ai à Sakhaline. En 1903, il enregistre la langue aïnou. Un dictionnaire de plus de cent mots est créé puis traduit en plus de dix langues à partir de ces enregistrements. Piłsudski a aussi écrit sur les mythes, la culture, la musique et les coutumes des Aïnous.
Il construisit une école élémentaire dans le village où il apprenait le russe et les mathématiques aux enfants. L’école était ouverte seulement en hiver, la basse-saison des travaux à la ferme.
En 1905, la guerre russo-japonaise éclate. En raison de rumeurs selon lesquelles les russophones seraient enrôlés dans l’armée russe, les habitants commencèrent à refuser d’apprendre le russe. De plus, les Aïnous étaient prêt à coopérer avec les Japonais après leur débarquement à Sakhaline. Le Chef Bafunkei conseille alors à Piłsudski de rentrer en Pologne pendant un temps pour éviter des problèmes pouvant arriver à lui ainsi qu'à sa famille en temps de guerre. Piłsudski accepte à contrecœur.
Il part pour le Japon où il devient ami avec Shigenobu Ōkuma, Shimei Futabatei, Torii Ryūzō, Sen Katayama et d'autres, et aide à l’organisation des réfugiés contre le régime impérial russe. Parmi eux, Futabatei Shimei devient le proche ami de Bronisław. Il décrit affectueusement Bronisław comme « un 'sacré numéro' au très grand-cœur et aussi innocent qu'un enfant, il répétait sans cesse d'un ton exalté qu'il devait faire quelque chose pour aider les Aïnous et qu'il s'agissait de sa destinée malgré l'évidence qu'il était un 'fauché total' à cette période. ».
La même année, il revient en Pologne, à Cracovie, après être passé par le Japon et les États-Unis. Avec les bouleversements qui annoncent la Première Guerre mondiale, il passe en Suisse. En 1917, il part pour Paris, où il travaille pour le Comité national polonais, fondé par Roman Dmowski, le rival politique de son frère Józef Piłsudski.
Le 17 mai 1918, il se noie dans la Seine près du Pont Neuf. Le 21 mai 1918, son corps est retrouvé près du Pont Mirabeau. On attribue sa mort à un suicide.
Tous les descendants de son fils et de sa fille sont des Japonais qui vivent aujourd’hui au Japon.